# Libellula composita
Libellula composita ist eine Libellen-Art der Gattung Libellula aus der Unterfamilie Libellulinae. Sie tritt vor allem in den westlichen Teilen der USA auf.

## Merkmale

### Bau der Imago
Das Tier erreicht eine Länge von 42 bis 48 Millimetern, wobei 28 bis 33 Millimeter davon auf das Abdomen entfallen.
Das Tier hat ein weißes Gesicht, in dem die für Großlibellen üblichen großen Facettenaugen ebenfalls weiß sind. Der Thorax hingegen ist braun und weist einen helleren Strich entlang der Rückenmitte auf.
Die Beine sind am Ansatz hell und werden zum Ende hin schwarz.
Die Flügel weisen am Ansatz und am Nodus einen braunen Schatten auf. Die Costa ist im Gegensatz zu den anderen schwarzen Venen der Flügeladerung gelb.